# NGC 1013
NGC 1013 је лентикуларна галаксија у сазвежђу Кит која се налази на NGC листи објеката дубоког неба.
Деклинација објекта је - 11° 30' 24" а ректасцензија 2h 37m 50,4s. Привидна величина (магнитуда) објекта NGC 1013 износи 14,0 а фотографска магнитуда 14,9. NGC 1013 је још познат и под ознакама MCG -2-7-46, NPM1G -11.0097, PGC 9966.